# Johan Lundberg (musikalartist)
Johan Lundberg, född 1984 i Linköping, är en svensk musikalartist, sångare, dansare, skådespelare, modell och fotograf.

## Biografi[2]
Lundberg kommer ursprungligen från Linköping där han inledde sin musikaliska karriär i Johannelunds gosskör vid sju års ålder.
Våren 2004 sökte han in till Musikteaterskolan i Bjärnum och gick där i ett år. På Balettakademiens yrkesutbildning för musikalartister i Göteborg gick han sedan i tre år och tog examen 2008. Sedan dess arbetar han som frilansande artist i  Sverige och utomlands.

## Teater (ej komplett)
| År        | Roll                                   | Produktion                                                      | Regi                 | Teater                                    |
| --------- | -------------------------------------- | --------------------------------------------------------------- | -------------------- | ----------------------------------------- |
| 2008      | Cover George Hanschen Ernst Otto Swing | Spring Awakening                                                |                      | Werlmand Opera i Karlstad                 |
| 2009      | Artist                                 | Blue Villiage Show                                              |                      | På Gran Canaria för 2Entertain            |
| 2010      | Cover Chefen och ensemble              | Side Show                                                       |                      | Sverigeturné för Stage Fantasy Production |
| 2011      | Kyle Pforzheimer                       | Legally Blonde Heather Hach, Laurence O'Keefe och Nell Benjamin | Anders Albien        | Nöjesteatern                              |
| 2012      | Dansare                                | Wallmans                                                        | Johan Espeland       | Cirkusbyggningen i Köpenhamn              |
| 2013      | Förste Vakt och ensemble               | Shrek the Musical                                               |                      | Wermland Opera                            |
| 2014-2015 | Cover Tim/Sky och ensemble             | Mamma Mia!                                                      | Paul Garrington      | Svenska Teatern i Helsingfors             |
| 2016      | Dansare                                | Diamond Dogs                                                    | Peter Englund        | Turné, bland annat i Gävle och Stockholm  |
| 2017      | Lilleman                               | Stoppa Världen - Jag Vill Stiga Av                              | Johan Schildt        | Berga Teater, Åkersberga                  |
| 2017-2018 | Dansare och sångare                    | Babsan Show - Ett Liv I Rosa                                    | Hans Marklund        | Turné i Sverige                           |
| 2020      | Jean-Michelle                          | La Cage Aux Folles                                              | Lars-Åke Wilhelmsson | Gasklockorna, Gälve                       |

## TV
- Superhjälte i Unionens reklamfilm "Skinn på näsan" hösten 2016[2]
- Dansare i Melodifestivalen 2011 bakom Shirley's Angels med bidraget "I Thought it was Forever"
- Liten roll som knarklangare i SVT:s Andra Avenyn